# Vicenza Volley 1999-2000

## Risultati ottenuti

### In Italia
- Serie A1: 6º posto, perde le semifinali dei play-off contro Phone Limited Modena
- Coppa Italia: perde i quarti di finale contro Phone Limited Modena

### In Europa
- Coppa CEV: perde la finale contro la Virtus Reggio Calabria